# Панки (Омская область)
Панки — исчезнувшая деревня в Москаленском районе Омской области. Входила в состав Элитовского сельсовета. Упразднена в 1973 г.

## География
Располагалась в 3,5 км к северо-востоку от деревни Степок.

## История
Основана в 1909 г. В 1928 году хутор Панков состоял из 15 хозяйств. В административном отношении входил в состав Степковского сельсовета Москаленского района Омского округа Сибирского края. Исключена из административного деления района в 1973 году.

## Население
По переписи 1926 г. на хуторе проживал 101 человек (54 мужчины и 47 женщин), основное население — украинцы